# Which Side Are You On?
Das Lied Which Side Are You On? wurde 1931 von Florence Reece (1900–1986) geschrieben.
Florence Reece war die Ehefrau von Sam Reece, einem Gewerkschafter der United Mine Workers in Harlan County, Kentucky. Im Jahr 1931 befanden sich die Bergleute in dieser Region in einem bitteren und gewaltsamen Arbeitskampf mit den dortigen Minenbesitzern. Um die Familie Reece einzuschüchtern, drangen der – im Lied als „Schläger“ (englisch thug) bezeichnete – Sheriff J. H. Blair und seine Männer (gemietet von der Bergbaugesellschaft) illegal in das Haus der Familie ein. Sam Reece war im Vorfeld gewarnt worden und entkam; so treffen die Polizisten nur Florence und ihre Kinder an und ziehen nach erfolgloser Hausdurchsuchung ab. Noch in derselben Nacht, nachdem die Männer gegangen waren, schrieb Florence Reece den Text für „Which Side Are You On?“ auf einem Kalender, der in der Küche ihres Hauses hing. Als Melodie nahm sie die traditionelle Hymne der Baptisten „Sing Lay, Sing Lay the Lily Low“ oder der traditionellen Ballade „Jack Monroe“.
Florence Reece unterstützte 1973 auch die zweite Welle von Bergarbeiterstreiks. Die Geschichte der Streiks wurde in dem 1976 mit dem Oscar ausgezeichneten Dokumentarfilm „Harlan County U.S.A.“ erzählt, in welchem auch „Which Side Are You On?“ mehrfach gesungen wird.
„Which Side Are You On?“ wurde von vielen anderen Interpreten (u. a. Pete Seeger, The Almanac Singers, Deacon Blue, Dropkick Murphys, Natalie Merchant, The Nightwatchman, Ani DiFranco, Tom Morello, Rebel Diaz, Panopticon) gesungen, ebenso von Billy Bragg mit einem durch Bezüge auf den britischen Bergarbeiterstreik veränderten Text. Auf das Lied wird unter anderem in Desolation Row von Bob Dylan Bezug genommen. Das Musikprojekt 1,000 Days, 1,000 Songs veröffentlichte den Titel in der Version von Seeger im März 2017 auf seiner Website als Protest gegen die Politik von US-Präsident Donald Trump.
Das Lied Sag mir, wo du stehst von Hartmut König knüpft an Florence Reeces Which Side Are You On? an.
Walter Mossmann übernahm die Melodie und die Aussage des Refrains für sein 1974 geschriebenes Lied Die andre Wacht am Rhein, dessen Refrain mit den Worten „Auf welcher Seite stehst Du?“ anfängt. Das Lied wurde zu einer Hymne der Bewegung gegen Atomkraft im Elsass und in Baden in den 1970er Jahren.
Mit verändertem Text wurde „Which Side Are You On“ für Wahlwerbung von Bernie Sanders im Wahlkampf der Präsidentschaftswahlen 2020 verwendet.